# Edgar Varèse
Edgard Victor Achille Charles Varèse (ur. 22 grudnia 1883 w Paryżu, zm. 6 listopada 1965 w Nowym Jorku) – amerykański kompozytor francuskiego pochodzenia.
W swojej muzyce Varèse kładł nacisk na barwę dźwięku i rytm. Był twórcą pojęcia „zorganizowany dźwięk”, które oznacza, że poszczególne barwy dźwięków i rytmy mogą się ze sobą łączyć tworząc zupełnie nową definicję dźwięku. Pomimo tego, że jego ocalałe i ukończone dzieła trwają około 3 godzin, Varèse uważany jest za wpływowego kompozytora XX wieku. Dzięki użyciu innowacyjnych instrumentów i elektronicznych rozwiązań, znany jest również jako „ojciec muzyki elektronicznej” („father of electronic music”) i, jak opisał go Henry Miller, „stratosferyczny kolos dźwięku” („the stratospheric colossus of sound”).

## Życiorys

### Dzieciństwo i młodość
Edgar Varèse urodził się w Paryżu, lecz już kilka tygodni później został wysłany na wychowanie do rodziny stryjecznego wujka, która mieszkała w małym miasteczku Villars w Burgundii. Tam bardzo przywiązał się do swojego dziadka ze strony matki, który nazywał się Claude Cortot. Poprzez rodzinę swojej matki, Varèse był spokrewniony z pianistą Alfredem Cortotem. Jego miłość do dziadka była silniejsza niż uczucia, jakie żywił do swoich własnych rodziców. Już od najmłodszych lat stosunki Varèse’a z ojcem były niezwykle wrogie i z czasem przeobraziły się w trwałą nienawiść. W latach osiemdziesiątych XIX wieku został odebrany dziadkowi przez swoich rodziców i w 1893 roku młody Edgar został zmuszony do przeniesienia się z nimi do Turynu we Włoszech. To właśnie tam pobierał swoje pierwsze lekcje muzyczne u dyrektora Konserwatorium w Turynie, Giovanniego Bolzoni. W 1895 Varèse skomponował swoją pierwszą operę pod tytułem Martin Pas (wg J. Verne’a), która obecnie uznawana jest za zaginioną. Varèse nigdy nie czuł się dobrze we Włoszech i był nękany w domu rodzinnym. Ostre starcie z ojcem ostatecznie zadecydowało o tym, że w 1903 roku opuścił dom i wyruszył do Paryża.
Od 1904 roku Varèse uczył się w Schola Cantorum (szkole utworzonej przez uczniów Césara Francka w Paryżu), jego nauczycielami byli Albert Roussel i Vincent d’Indy. Następnie uczył się komponowania u Charles-Marie Widora w Paryskim Konserwatorium Muzycznym (Conservatoire de Paris). Od tamtego czasu skomponował kilka ambitnych utworów orkiestrowych w transkrypcji fortepianowej, takich jak utwór Rapsodie Romane utworzony w 1905 dzięki inspiracji architekturą romańską katedry St. Philibert w Tournus. W 1907 Varèse przeniósł się do Berlina i w tym samym roku poślubił aktorkę Suzanne Bing, z którą miał jedną córkę. Rozwiedli się w 1913 roku.
Przez te wszystkie lata Varèse zaprzyjaźnił się z wielkimi twórcami takimi jak Erik Satie, Richard Strauss, Claude Debussy i Ferruccio Busoni. Dwaj ostatni mieli znaczący wpływ na jego twórczość w tamtym czasie. Zdobył również przyjaźń i wsparcie Romaina Rollanda i Hugo von Hofmannsthala, którego dzieło Ödipus und die Sphinx zaczęło powstawać jako opera, ale nigdy nie zostało dokończone. Varèse’a pierwsze wykonanie poematu symfonicznego pod tytułem Bourgogne w Berlinie w 1910 roku, które było jego jedynym poprawnie wykonanym dziełem spośród wczesnych utworów orkiestrowych, wywołało skandal. W 1915 roku, podczas I wojny światowej po tym, jak został zwolniony z Armii Francuskiej, Varèse przeniósł się do Stanów Zjednoczonych. W 1917 zadebiutował w Ameryce dyrygując orkiestrą podczas wykonywania utworu The Grand Messe des Morts autorstwa Berlioza.

### Wczesne lata w Stanach Zjednoczonych
Lata młodości Varèse spędził w Stanach Zjednoczonych. Był stałym klientem kawiarni prowadzonej przez Romany Marie w Greenwich Village, w której spotykał się z ważnymi osobistościami wnoszącymi wkład do muzyki amerykańskiej, propagował swoją wizję nowej sztuki elektronicznej muzyki instrumentalnej i założył krótko istniejącą „New Symphony Orchestra”, której był dyrygentem.
Varèse rozpoczął pracę nad swoim pierwszym utworem w Stanach Zjednoczonych pod tytułem ĽAmeriques, który ukończył w 1921 roku, ale który został przedstawiony publiczności dopiero w 1926 roku. Właściwie wszystkie utwory napisane przez Varèse’a w Europie zostały zgubione albo zniszczone w pożarze berlińskiego domu towarowego, tak więc w USA rozpoczął pracę od początku. Jedynym zachowanym dziełem z jego wczesnej twórczości jest utwór pod tytułem Un Grand Sommeil Noir, który jest ilustracją muzyczną Verlaine’a (Varèse miał wciąż zachowaną w pamięci Bourgogne, ale zniszczył partyturę w ataku depresji wiele lat później). W tym samym czasie, w którym kończył pracę nad tym dziełem, Varèse wraz z Carlosem Salzedo założyli stowarzyszenie kompozytorów które nazwali The International Composers' Guild (ICG). ICG zadedykowane zostało amerykańskim jak i europejskim kompozytorom i ich muzyce. Manifest ICG z lipca 1921 roku zawierał następujące oświadczenie:
„Współcześni kompozytorzy nie chcą być zapomniani. Zdali sobie sprawę z konieczności zrzeszania się i walczenia o prawa każdego kompozytora do uczciwego i swobodnego przedstawiania swojej pracy”.
W 1922 roku Varèse odwiedził Berlin, gdzie razem z Busonim założył podobną, niemiecką organizację.
Podczas sześcioletniego istnienia ICG, Varèse skomponował pod jego patronatem wiele utworów instrumentalnych i wokalnych – np. Offrandes, Hyperprism, Octandre i Integrales, powstałych w pierwszej połowie lat dwudziestych.
W październiku 1927 roku Varèse przyjął amerykańskie obywatelstwo.

### Życie w Paryżu
W 1928 roku Varèse wrócił do Paryża, aby przerobić część utworu Amériques, tak aby móc dodać do niego dopiero co skonstruowane fale Martenota. Około 1930 roku Varèse skomponował swój najbardziej znany nieelektroniczny utwór pod tytułem Ionisation, który po raz pierwszy przeznaczony był wyłącznie na instrumenty perkusyjne. I chociaż w tym utworze wykorzystane były już istniejące instrumenty (37 instrumentów perkusyjnych, w tym dwie syreny), był on odkrywaniem nowych dźwięków i sposobów ich tworzenia.
W 1933 roku Varèse przebywał wciąż w Paryżu. Zwrócił się z prośbą do organizacji Fundacji Guggenheima i Bell Laboratories o pomoc finansową na rozbudowę studia muzyki elektronicznej. Spotkał się z Leonem Thereminem i postanowił wykorzystać skonstruowany przez niego instrument elektroniczny. Jego kolejna kompozycja, ukończone w 1934 roku Ecuatorial, zawierała części wykorzystujące wiolonczelę Teremena. Przewidując pozytywne rozpatrzenie prośby o pomoc finansową, Varèse chętnie wrócił do Stanów Zjednoczonych, aby ostatecznie zrealizować swój projekt związany z muzyką elektroniczną. Ostatecznie Fundacja Guggenheima odmówiła finansowania projektów Varèse’a, co opóźniło pierwsze próby w dziedzinie muzyki elektronicznej. Pierwsza elektroniczna kompozycja (Poème électronique) powstała dopiero w roku 1958 (4 lata wcześniej posłużył się elektronicznymi interpolacjami w Déserts na orkiestrę).

### Powrót do Stanów Zjednoczonych
We wczesnych latach trzydziestych XX wieku Varése napisał Ecuatorial na dwa thereminy, bas, instrumenty dęte i perkusję. Premiera tego utworu miała miejsce 15 kwietnia 1934 roku pod batutą Nicolasa Slonimsky’ego. Później Varèse opuścił Nowy Jork, gdzie przebywał od 1915 roku, i mieszkał kolejno w Santa Fe, San Francisco i Los Angeles. W 1936 roku napisał Density 21,5. Pod koniec 1938 roku Varèse powrócił do Nowego Jorku, a Lew Termen wrócił do Rosji. Wyjazd Termena załamał Varèse’a. Miał on nadzieję na współpracę z nim nad udoskonalaniem jego instrumentu. Varèse promował thereminy podczas swoich podróży na Zachód, a 12 listopada 1936 roku zademonstrował jeden z nich podczas wykładu na Uniwersytecie Nowego Meksyku (University of New Mexico) w Albuquerque. Uniwersytet Nowego Meksyku posiada theremin RCA, który może być owym instrumentem zademonstrowanym przez Varèse’a.
Jack Skurnick, producent muzyczny, skontaktował się z Varèse’em, co zaowocowało nagraniem „EMS Recordings #401.” Nagranie to było pierwszym wydaniem Intégrales, Density 21,5, Ionisation oraz Octandre, utworów nagranych z udziałem Renégo Le Roy (flet), Juilliard Percussion Orchestra, oraz New York Wind Ensemble pod dyrekcją Frederica Walkmana. Uważa się, iż owa płyta miała wpływ na twórczość Franka Zappy.
Gdy w późnych latach pięćdziesiątych z Varèse’em skontaktował się wydawca w sprawie udostępnienia Ecuatoriala, thereminy były bardzo trudno dostępne, nie wspominając już o klawiaturach thereminowych. Tak więc Varèse napisał na nowo część utworu na fale Martenota. Ta nowa wersja miała swoją premierę w 1961 roku.
Louise Varèse, żona kompozytora amerykańskiego pochodzenia, była znakomitym tłumaczem francuskiej poezji. Jej najbardziej znaczące tłumaczenia to przekłady utworów Arthura Rimbauda dla wydawnictwa New Directions Jamesa Laughlina.

### Niedokończone projekty
Od późnych lat dwudziestych do końca lat trzydziestych, Varèse skupił swe kreatywne siły na dwóch bardzo ambitnych projektach, które w rezultacie nigdy nie zostały zrealizowane i których duża część materiału została zniszczona. Można jednak odnieść wrażenie, że z niektórych ich elementów stworzono mniejsze utwory. Jeden z nich, stworzony na skalę światową, był różnie nazywany w różnym czasie, ale najczęściej The One-All-Alone lub L’Astronome. Początkowo projekt wzorowany był na legendach Indian z Ameryki Północnej, lecz później stał się futurystycznym dramatem katastrofy świata oraz gwałtownym dialogiem z gwiazdą Syriusz. Ta druga forma, nad którą Varèse pracował w Paryżu w latach 1928-1932, miała libretto utworzone przez takich twórców jak: Alejo Carpentier, Georges Ribemont-Dessaignes oraz Robert Desnos. Według Carpentiera, większość tego utworu była już napisana, jednakże Varèse porzucił go na rzecz nowej obróbki, nad którą miał nadzieję współpracować z Antoninem Artaudem. Libretto Artauda Il n’y plus de firmament napisane zostało na potrzeby projektu Varèse’a i przysłane mu po tym jak wrócił ze Stanów Zjednoczonych, jednak Varèse zajął się wtedy swoim drugim ważnym projektem.
Tym drugim projektem miała być symfonia chóralna zatytułowana Espace. W pierwszej wersji, tekst dla chóru miał być napisany przez André Malraux. Jednak później Varèse zdecydował się na wielojęzykowy tekst z hieratycznymi frazami, które miały być śpiewane przez chóry w Paryżu, Moskwie, Pekinie i Nowym Jorku. Całość miała być zsynchronizowana tak, aby powstało światowe radiofoniczne wydarzenie. Varèse poszukiwał inspiracji u Henry’ego Millera, który to zasugerował w The Air-Conditioned Nightmare, by ta wspaniała koncepcja (także całkowicie niezrealizowana) w końcu przeobraziła się w utwór Deserts. Brak instrumentów elektronicznych przeszkodził Varèse’owi w realizacji swoich słuchowych wizji w tych dwóch wielkich projektach, co spowodowało jego frustrację. Mimo tego, Varèse użył części materiału z Espace i wykorzystał ją w krótkim utworze Étude pour Espace.

### Międzynarodowe uznanie
We wczesnych latach pięćdziesiątych Varèse miał kontakt z nowym pokoleniem kompozytorów do którego należeli między innymi Pierre Boulez i Luigi Dallapiccola. Gdy powrócił do Francji by zakończyć nagranie Déserts, Pierre Schaeffer pomógł mu znaleźć odpowiedni sprzęt. Pierwszy występ żywej orkiestry i dźwięków odtwarzanych z nagrania stał się częścią programu koncertu ORTF, gdzie był wykonany pomiędzy utworami Mozarta i Czajkowskiego. Utwór Varèse’a spotkał się jednak z wrogim przyjęciem.
W 1958 roku Philips zlecił Le Corbusierowi stworzenie pawilonu na Targach Międzynarodowych w Brukseli. Le Corbusier nalegał (pomimo sprzeciwu sponsorów) na współpracę z Varèsem, który skomponował Poème èlectronique dla miejsca, w którym byłoby słyszane przez szacowne dwumilionowe audytorium. Używając 400 oddzielnych głośników rozmieszczonych w wielu pomieszczeniach, Varése stworzył instalację dźwięku i przestrzeni, nastawioną na doświadczenia słuchowe podczas poruszania się w przestrzeni. Całość uzyskała mieszane recenzje, lecz utwór sprostał wymaganiom audytorium i tradycyjnym sposobom kompozycji, tchnął życie w elektryczną syntezę i jej prezentację. W 1962 roku Varèse został poproszony o dołączenie do Królewskiej Szwedzkiej Akademii Nauk (Royal Swedish Academy). W 1963 roku otrzymał pierwszą nagrodę Koussevitzky International Recording Award.

## Wpływy muzyczne
Muzyka średniowieczna i muzyka renesansu zrobiły wielkie wrażenie na Varèse’sie w latach w których kształtowała się jego twórczość (w czasie swojej kariery stworzył i poprowadził kilka chórów, których repertuar poświęcony był tej tematyce). Zaimponowała mu również twórczość takich osób jak: Aleksandr Skriabin, Erik Satie, Claude Debussy, Hector Berlioz, Richard Strauss. Również wczesne dzieła Strawinskiego, w szczególności Pietruszka i Święto wiosny, miały widoczny wpływ na utwór Varèse’a pod tytułem Arcana.
Varèse twierdził, że został zainspirowany pracami Józefa Hoene-Wrońskiego, a w szczególności jego stwierdzeniem, że celem muzyki jest „uświadomienie sobie inteligencji jaka jest w dźwięku”.
Także Busoni wywarł na nim ogromne wrażenie i przezwał go L’illustro futuro. Podczas gdy twórcy europejscy widzieli w Busonim rzecznika nowego klasycyzmu, Varèse przejął od niego poczucie niezależności od tradycji oraz przekonanie, że nawet najdalej idące innowacje winny być oparte na pewnych prawach i uporządkowane.
Varèse uważał siebie za diabolicznego Parsifala poszukującego nie Graala, lecz bomby, która mogłaby rozsadzić świat muzyczny i dopuścić doń wszystkie dźwięki, łącznie z tymi, które są określane mianem szumów. Nie podzielał jednak stanowiska futurystów włoskich, dla których eksperymenty i efekty dźwiękowe nowoczesnej cywilizacji stały się celem samym dla siebie. Dźwięk był dla niego zarówno nośnikiem ekspresji, jak i składnikiem struktury muzycznej opartej na ustalonych regułach.

## Uczniowie i wpływy
Według George’a Perle „jego podział oktawy w pierwszych dziesięciu taktach, umieszcza Varèse’a razem ze Skriabinem i Schönbergiem pośród rewolucyjnych kompozytorów, których dzieła dały początek nowemu nurtowi w muzyce naszego stulecia.”

### Uczniowie
Najbardziej znanym uczniem Varèse’a był Chou Wen-chung (ur. 1923, zm. 2019), kompozytor chińskiego pochodzenia. Spotkał on Varèse’a w 1949 roku i asystował mu w późniejszych latach. Po śmierci Varèse’a stał się egzekutorem nieruchomości kompozytora jak również zredagował i ukończył wiele jego dzieł. Był profesorem na Columbia University. Innymi uczniami Varèse’a byli Colin McPhee i André Jolivet.

### Wpływ na muzykę poważną
Harrison Birtwistle, Pierre Boulez, John Cage, Morton Feldman, Roberto Gerhard, Luigi Nono, Karlheinz Stockhausen, Iannis Xenakis, Frank Zappa oraz William Grant Still to kompozytorzy, którzy twierdzą, że twórczość Varèse’a miał na nich ogromny wpływ.

### Wpływ na muzykę pop
Nacisk Varèse’a na barwę dźwięku, rytm i nowe technologie był inspiracją dla całej generacji muzyków w latach 1960-1970. Jednym z największych fanów Varèse’a był amerykański gitarzysta i kompozytor Frank Zappa, który po usłyszeniu The Complete Works, Vol. 1, który zawierał utwory takie jak Intégrales, Density 21.5, Ionisation i Octandre, oszalał na punkcie muzyki tego kompozytora. 21 grudnia 1955, w ramach prezentu z okazji piętnastych urodzin, mama Zappy pozwoliła mu zadzwonić do Varèse’a. W tym jednak czasie Varèse był w Brukseli, więc Zappa zamiast z nim, miał okazję porozmawiać z jego żoną. W końcu jednak Zappa i Varèse odbyli rozmowę telefoniczną, podczas której rozważali możliwość spotkania się, do której w ostateczności nie doszło. Zappa dostał również list od Varèse’a. Dusza Varèse’a skłonna do eksperymentowania i ponownej próby zdefiniowania granic tego, co było możliwe do osiągnięcia w muzyce, przetrwały w długiej i bujnej karierze Zappy. Końcowym projektem Zappy było The Rage and the Fury, nagranie z utworami Varèse’a.
Kolejnym wielbicielem Varèse’a był zespół rockowo-jazzowy Chicago, którego pianista/klawiszowiec Robert Lamm napisał wiele hitów inspirując się jego twórczością. Jako wyraz uznania, jedna z jego piosenek została nazwana A Hit by Varèse.

### Wyrazy uznania
Wytwórnia płytowa Varèse Sarabande Records została nazwana jego imieniem.

## Innowacje

### Idée fixe
Niektóre utwory z późniejszej twórczości Varèse’a wykorzystują „idée fixe”, temat przewodni powtarzany określoną ilość razy w utworze. Koncepcja motywów „Idée fixe” była używana m.in. przez Hectora Berlioza w jego Symfonii Fantastycznej (Symphonie fantastique). Nie należy jej utożsamiać z koncepcją motywu wiodącego (leitmotiv), używaną przez Richarda Wagnera.
Komponowanie Varèse’a opiera się tworzeniu krótkich motywów i wiązaniu ich w większe grupy. Myślenie komórkami i segmentami oraz układanie ich w wyższe, nieprzypadkowe konfiguracje jest istotą budowy większości jego dzieł.

### Parametry przestrzeni utworu
Varèse pojmował tradycyjne elementy muzyki jako „parametry przestrzeni” utworu. Usiłował wyeksponować nie tylko tradycyjne współczynniki dzieła muzycznego (melodyka, harmonika, metrorytmika), ale także zaproponował nowe wyznaczniki przestrzeni dźwiękowej, takie jak: dyspozycje rejestrowe oraz stopień gęstości faktury (rozrzedzanie się i zagęszczenie).
Przestrzenne pojmowanie muzyki najpełniej przejawia się w utworze Déserts (1950–1954), gdzie już w pierwszych taktach kompozytor rezygnuje z operowania wysokościami dźwiękowymi na rzecz barwy i przestrzennie pojętej faktury instrumentalnej.

### Emancypacja szmerów
Emancypacja szmerów pozwoliła Varèse’owi wyjść poza konwencje dźwiękowe jego czasów i dojść do muzyki elektronicznej.

## Wypowiedzi i poglądy
Varèse często wypowiadał się na temat muzyki w wywiadach, artykułach i wykładach. Jego teksty nie przekraczają łącznie kilkudziesięciu stron. Przede wszystkim mówił o samym dźwięku, o procesach czysto muzycznych. Pod koniec życia wyznał, że komponuje „krystalizując”. Bardzo często łączył prawa sztuki z prawami nauki, sądząc, że muzyka współczesna wymaga nie tylko odrębnego od dotychczasowego kształtu, ale i pewnej podbudowy, a nawet może mieć swe źródła w procesach i technologiach innych dziedzin (stąd liczne tytuły utworów będące aluzjami do procesów zachodzących w przyrodzie). Jako jeden z nielicznych kompozytorów współczesnych potrafił negować całą tradycję muzyczną, odwołując się do swobody kształtowania muzyki, która dana jest każdemu kompozytorowi. Zadaniem kompozytora nie jest potwierdzanie czy umacnianie systemu dźwiękowego, lecz spontaniczne tworzenie go. Komponowanie według systemu jest jednoznaczne z przyznaniem się do impotencji - powiedział Varèse w ostatnich miesiącach swego życia.

## Utwory[7]
- Un grand sommeil noir, pieśń na głos i fortepian, śpiewane do tekstu Paula Verlaina (1906)
- Amériques, utwór na wielką orkiestrę symfoniczną (1918–1921; II wersja 1927)
- Offrandes, pieśń na sopran i orkiestrę kameralną (wiersze Vincentego Huidobro i José Tablady), 1921
- Hyperprisme, utwór na instrumenty dęte i perkusję (1922–1923)
- Octandre, utwór na siedem instrumentów dętych i kontrabas (1923)
- Intégrales, utwór na instrumenty dęte i perkusję (1924–1925)
- Arcana, utwór na wielką orkiestrę symfoniczną (1925–1927, II wersja 1960)
- Ionisation, utwór dla 13 perkusistów (1929–1931)
- Ecuatorial, utwór na bas (II wersja: chór głosów basowych), instrumenty dęte, organy, perkusję i theremin (II wersja: fale Martenota). Tekst napisany przez Francisco Ximéneza (1932–1934, II wersja: 1961)
- Density 21,5, utwór na flet solo (1936)
- Tuning Up, utwór na orkiestrę (wstępnie napisany w 1946; dokończony przez Chou Wen-chunga w 1998)
- Étude pour espace, utwór na chór, 2 pianina i perkusję (1947)
- Dance for Burgess, utwór na orkiestrę kameralną (1949)
- Déserts, utwór na instrumenty dęte, perkusję i muzykę odtwarzaną z taśmy (1950–1954)
- La Procession de Verges, muzyka odtwarzana z taśmy (ścieżka dźwiękowa do filmu Around and About Joan Mirò, wyreżyserowanym przez Thomasa Boucharda), 1955
- Poème électronique, utwór odtwarzany z taśmy (1957–1958)
- Nocturnal, utwór na sopran, chór męski i orkiestrę (tekst z The House of Incest Anaïs Nin), (1961)